# Langue des signes allemande
Pour les articles homonymes, voir DGS.
La langue des signes allemande (Deutsche Gebärdensprache ou DGS est une langue des signes utilisée par les sourds en Allemagne, en communauté germanophone de Belgique et au Luxembourg.

## Histoire
La langue des signes allemande n'a vraiment commencé à être utilisée dans l'éducation que dans les années 1990. Depuis la création de la première école publique pour enfants sourds à Leipzig en 1977, l'enseignement reposait sur la méthode orale, la langue des signes n'étant utilisée que de manière complémentaire.

## Caractéristiques
Il existe de nombreuses variantes lexicales selon les régions, mais qui restent assez semblables, que ce soit d'est en ouest ou du nord au sud.
La langue des signes allemande possède certaines similarités avec la langue des signes française, ainsi qu'avec les autres langues des signes européennes. L'alphabet manuel — à une main — est lui aussi proche du système français.

## Utilisation
En 2012, il existe en Allemagne 80 écoles regroupant plus de 11 000 élèves. Certaines écoles intègrent également des enfants sourds dans leurs classes d'enfants entendants.
L'allemand standard est utilisé pour l'écriture. Certaines écoles enseignant l'anglais à l'écrit utilisent la langue des signes britannique ou américaine.
En 2019, le pays compte 750 interprètes en langue des signes allemande. Les enseignants des sourds doivent suivre un programme de cinq ans dans une des cinq universités délivrant des cours adaptés.
Il existe des associations de Sourds, des programmes de télévisions adaptés et également des pièces de théâtre.

## Reconnaissance légale
La langue des signes allemande est reconnue dans l'article 1, paragraphe 6, de loi du 27 avril 2002.
Elle est également reconnue officiellement au Luxembourg.